# Aeropuerto Los Pozos
El Aeropuerto Los Pozos (IATA: LPZ, OACI: SKSG) es un aeropuerto colombiano, ubicado al sur del distrito departamento de Santander, en el municipio de San Gil. Se encuentra en una zona estratégica, donde confluyen más de 30 municipios de las provincias Guanentá y Comunera.
Se encuentra en el costado norte de la ciudad, a una altitud de 1750 m s. n. m., siendo el más importante del sur de Santander. Recibe vuelos chárter y comerciales en temporada turística, siendo manejadas sus operaciones desde el Aeropuerto Internacional Palonegro de Bucaramanga. Sin embargo, en 2014 fue cerrado por la Aerocivil debido a las precarias condiciones de su pista de aterrizaje, donde los aviones y personas interactuaban de manera cercana, provocando ese año la muerte de una persona al chocar su cabeza con un ala de avión que transportaba al entonces gobernador de Santander, Richard Aguilar, mientras se realizaba un festival de cometas en su pista de aterrizaje. En 2019 se reabrió, luego de una serie de reformas y remodelaciones hechas a su infraestructura y pista de aterrizaje, con el fin de hacerlo más competitivo en el país y prepararlo para recibir vuelos comerciales de gran escala, debido al turismo creciente en la región por parte de nacionales y extranjeros, teniendo en cuenta la declaración de San Gil como Capital Turística de Santander.

## Servicios Aeroportuarios
Pista de aterrizaje sin torre de control aéreo, y próximamente con sala de abordaje y registro para pasajeros.

## Historia
Los inicios del Aeropuerto Los Pozos remontan a 1922, cuando se dispone de un terreno plano en la parte alta de San Gil para el aterrizaje de una aeronave, piloteada por el francés M. Machaux. 
Años más tarde, mediante escritura pública, los propietarios del terreno, Roberto Rueda Galvis y Sofía Parra de Rueda, lo cedieron para construir un aeropuerto en favor del municipio. La historia señala que se trató de un lote de 1500 metros de largo por 300 de ancho en la Vereda Los Pozos. 
Para su construcción, se organizó una sociedad con bonos de $ 1000 millones de pesos para amortizaciones con dineros oficiales. 
En mayo de 1951 fue inaugurado oficialmente el aeropuerto, con el aterrizaje de varias avionetas provenientes de Bogotá y Bucaramanga. 
La primera carretera que comunicaba al aeropuerto con la ciudad de San Gil salía por la vía a Barichara (la cual todavía existe y se encuentra en buenas condiciones); años después, fue construida la vía actual de ~ 9 km de recorrido que sale por la Carrera 2 del Barrio Almendros I junto a la planta de tratamiento de aguas de Acuasan.
En el Aeropuerto Los Pozos han operado, en décadas anteriores, aerolíneas comerciales de gran reconocimiento nacional tales como: 
- Taxader
- Lloyd Aéreo Colombiano
- AeroTACA

Según la historia de San Gil, por el Aeropuerto llegaron y salieron diferentes vuelos de carga con maquinaria, madera, carros y café, entre otros elementos que ayudaron a fortalecer y aumentar la economía del municipio. 
En la actualidad llegan vuelos privados de pasajeros y, a partir del 17 de agosto de 2019, se reanudan los vuelos comerciales (de manera experimental) después de más de 15 años con una pista remodelada, sin torre de control y, próximamente, con sala de abordaje y check-in para pasajeros.

## Destinos
Desde finales de 2019 San Gil cuenta con vuelos chárter desde el Aeropuerto Internacional Palonegro de Bucaramanga y aterriza, después de un viaje de 20 minutos, en el Aeropuerto Los Pozos de San Gil y viceversa. Los vuelos se hacen de manera intermitente, ya que sólo se realizan cuando existen días festivos y las operaciones se manejan desde Bucaramanga, ya que el aeropuerto de San Gil no cuenta con torre de control, y debido al alto costo del pasaje, sólo algunas personas con recursos pueden disponer de este servicio. Los vuelos son operados por la empresa de transportes local Cotrasangil, a través de convenios con pequeñas aerolíneas.
El 11 de marzo de 2023 se recibió el primer vuelo comercial de prueba con funcionarios de la Aerocivil; un avión ATR 42 de la aerolínea EasyFly, la cual tiene proyectado iniciar en un lapso de tres (3) meses vuelos regulares a este municipio desde Bogotá y Medellín y viceversa, aunque el Ministro de Transporte, Guillermo Reyes González, aseguró que trabajan de la mano con la Gobernación de Santander y la Alcaldía de San Gil para habilitar el uso comercial de la terminal aérea antes de Semana Santa, que sería a comienzos de abril (algo que finalmente no sucedió). El Ministro Reyes aseguró también que la aerolínea estatal Satena quiere iniciar vuelos comerciales a San Gil, aunque no definió una fecha.
El 8 de septiembre de 2023, se realizó el primer vuelo comercial tipo chárter desde el Aeropuerto Olaya Herrera de Medellín hasta el Aeropuerto Los Pozos de San Gil, por parte de la empresa Pacífic Travel, en el cual participaron las máximas autoridades de Santander y Huila. Este trayecto, según palabras del Gobernador de Santander, Mauricio Aguilar, empieza los viernes y lunes, cubriendo las rutas Medellín – San Gil, San Gil- Bogotá, Bogotá- San Gil y San Gil-Medellín, dando un total de 4 vuelos por semana. A finales de agosto de 2024, la aerolínea Pacific Travel anunció el aumento de la frecuencia de vuelos entre Medellín y Bogotá a San Gil al día miércoles, con lo que aumenta la intensidad a doce (12) vuelos semanales (3 entre Medellín-San Gil, 3 entre San Gil-Medellín, 3 entre Bogotá-San Gil y 3 entre San Gil-Bogotá), estudiando la posibilidad de abrir una nueva ruta entre la Perla del Fonce y Manizales, con el objetivo de dar a conocer el municipio en el Eje Cafetero. Sin embargo, en noviembre de 2024 Pacific Travel suspendió sus vuelos a San Gil debido a la poca afluencia de pasajeros, aviones equipados para 19 personas en cada viaje, donde sólo se ocupaba un promedio del 50% en cada vuelo, insuficiente para mantener un punto de equilibrio entre beneficio para la región y ganancia para la empresa (según los cálculos de la aerolínea, debe existir un mínimo del 70% de ocupación en cada vuelo para hacer rentables y sostenibles las rutas), condicionando su regreso al apoyo gubernamental.
A raíz de la situación con Pacific Travel, y luego de gestiones hechas por las autoridades de San Gil y Barichara, entre otros municipios cercanos al Aeropuerto Los Pozos, la aerolínea nacional Nativ Air inició el 14 de febrero de 2025 vuelos entre Bogotá-San Gil y viceversa, y Bucaramanga-San Gil y viceversa, con una capacidad inicial de 9 pasajeros en cada viaje, realizando vuelos lunes y viernes mañana y tarde (similar a la frecuencia que manejaba Pacific Travel de 4 vuelos a la semana), y dependiendo del número de pasajeros se podría ampliar la frecuencia a sábados y domingos, incluso con posibilidad de vuelos desde y hacia Medellín.

## Aerolíneas y destinos
| Aerolíneas | Destinos                            |
| ---------- | ----------------------------------- |
| SATENA     | Bucaramanga, Medellín–Olaya Herrera |

### Destinos nacionales
| Ciudades                      | Nombre del Aeropuerto              | Aerolínea | Frecuencias semanales |
| ----------------------------- | ---------------------------------- | --------- | --------------------- |
| Bucaramanga                   | Aeropuerto Internacional Palonegro | SATENA    | 2                     |
| Medellín                      | Aeropuerto Olaya Herrera           | SATENA    | 3                     |
| total:2 destinos, 1 aerolínea |                                    |           |                       |